# Culex lugens
Culex lugens är en tvåvingeart som beskrevs av Lutz 1905. Culex lugens ingår i släktet Culex och familjen stickmyggor. Inga underarter finns listade i Catalogue of Life.